# Viceborgmester
En viceborgmester er et i øvrigt menigt medlem af en kommunalbestyrelse, der er udpeget til at være borgmesterens stedfortræder i dennes fravær. I tilfælde af, at også viceborgmesteren skulle være fraværende, udpeges som regel også en 2. viceborgmester.
Styrelsesloven nævner, at kommunalbestyrelsen i forbindelse med valget af borgmester (formand) også vælger en eller to viceborgmestre (næstformænd). Normalt oppebærer 1. viceborgmester et vederlag svarende til 10% af borgmesterens vederlag. 2. viceborgmesteren får et vederlag, der afhænger af hvor ofte vedkommende har været fungerende borgmester.
I modsætning til borgmesterembedet er der ikke knyttet særlige opgaver til viceborgmesterembedet, ligesom viceborgmesteren heller ikke nødvendigvis er medlem af de samme stående udvalg som borgmesteren.
Københavns Kommune har som den eneste danske kommune ikke nogen viceborgmester. I stedet vælges der en 1. og 2. næstformand for Borgerrepræsentationen, der hjælper overborgmesteren med at lede møderne. Derudover er der seks fagborgmestre, der leder hver deres udvalg og forvaltning.